# لیک هالیدی (ایندیانا)
لیک هالیدی (به انگلیسی: Lake Holiday) یک منطقهٔ مسکونی در ایالات متحده آمریکا است که در ایندیانا واقع شده‌است. لیک هالیدی ۲۳۵٫۹۲ متر بالاتر از سطح دریا واقع شده‌است.